# 山本リエ

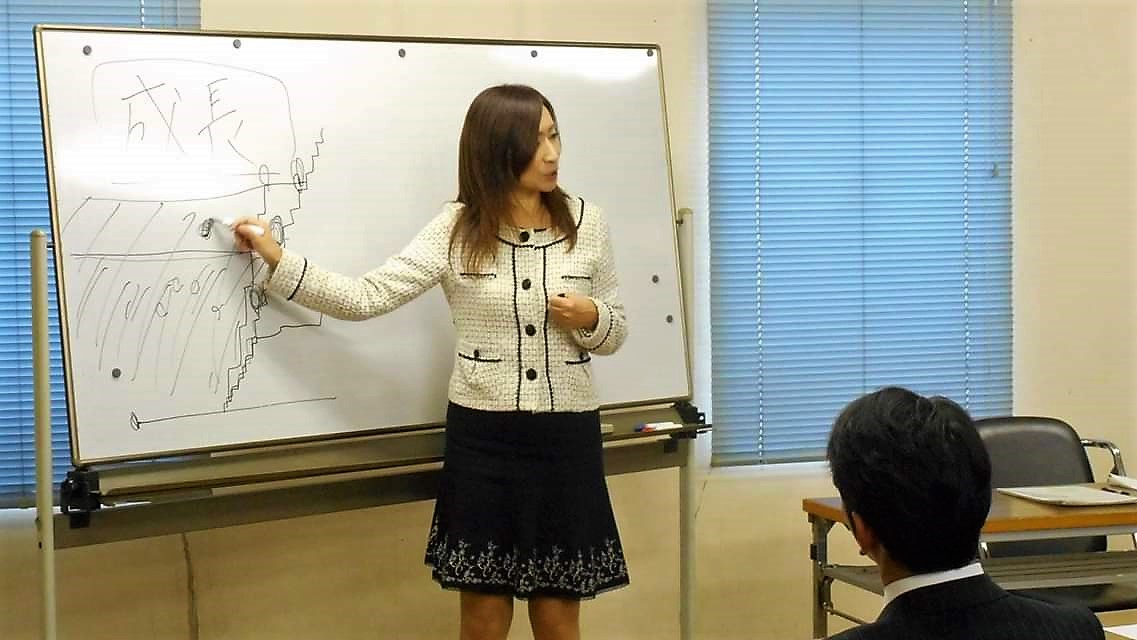
山本リエ 企業研修（2014年）

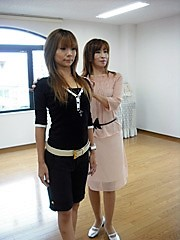
山本リエ モデル講習（2007年撮影）

山本 リエ（やまもと リエ、本名：山本 利絵（読み同じ）、1963年3月1日 - ）は、イメージアップコンサルタント、第一印象評論家、フリーアナウンサー、講師。アール・ツーエージェンシー所属・同社代表。元ミスユニバース中国地区代表。鳥取県鳥取市出身。鳥取県立鳥取東高等学校卒業。血液型はO型。

## 概要
身長165cm、体重52kg。血液型O型、うお座。
1963年（昭和38年）鳥取県鳥取市に生まれる。1975年（昭和50年）鳥取市立久松小学校卒業。1978年（昭和53年）鳥取市立西中学校卒業。1981年（昭和61年）鳥取県立鳥取東高等学校卒業後、鳥取三洋電機入社、以降5年10カ月勤務。
1986年（昭和61年）にミスユニバース中国地区代表選出をきっかけに、モデルとして活動開始。槇洋介を師事し関西を中心にテレビのアシスタント・レポーターとして活動。1992年（平成4年）から地元に拠点を移し、MCとして活動開始をした。同年4月4日、山陰放送「土曜日の生たまご」初代MCに就任。その後、地元の芸能文化を盛り上げるために鳥取県ご当地アイドル「T☆Tイレブン」をはじめとするタレント育成とプロデュースを行った。
現在は、イベント等の司会、ファッションショー制作、イメージアップコンサルタント、第一印象評論家として講演・人材育成研修講師などを行なっている。

## 出演情報 (過去の情報も含む)

### テレビ
- おはよう情報便（1987年1月〜1987年6月、テレビ大阪） - アシスタント
- フレッシュ情報便（1987年7月〜1987年12月、テレビ大阪） - アシスタント
- 週刊槇洋介（1988年1月〜2011年2月、サンテレビ） - アシスタント
- 座・テレビ（1991年10月〜1992年3月、山陰放送） - MC
- 土曜日の生たまご（1992年4月〜2001年3月、山陰放送） - MC
- ふれあいの道（1995年4月〜2000年3月、山陰放送） - レポーター
- 鳥取県広報番組「フレッシュとっとり」（1995年4月〜1997年3月、山陰放送） - レポーター
- TOSC TV[2]（2015年11月14日～現在、USTREAM） - MC   ※過去映像はTOSC TV 公式YOUTUBEにて配信[3]

- 松居直美・渡辺徹司会の情報番組 ※番組名不明（1991年、NHK） - レポーター
- 山陰3局共同制作特番「ファミリー・パワー21!〜お茶の間のテレビが家族を一つに〜」（2001年4月1日、山陰放送、日本海テレビ、山陰中央テレビ） - 山陰放送代表のMC
- おしゃれイズム（2009年9月6日、日本テレビ） - イモトアヤコの幼少期カラオケ大会出場時の司会
- 土曜日の生たまご900回スペシャル（2010年4月26日、5月2日、山陰放送） - ゲスト
- 土曜日の生たまご1000回スペシャル（2012年5月26日、山陰放送） - ゲスト
- 有隣荘その魅力（2013年、日本海テレビ） - レポーター

### ラジオ
- 槇洋介のファッショントーク（1987年1月〜1990年1月）、FM大阪） - アシスタント
- リエとしんじのまーぶるJungle・B（1997年10月〜1998年3月、BSSラジオ） - MC
- ブライダル情報トーク番組（1990年4月〜1994年3月、FM山陰） - MC

### CM
- ローヤルゼリー「ミラクルクイーン」新聞広告（2009年7月）
- メディプラスゲル（2014年12月〜2015年5月）
- 学生マンションのUniLife(ユニライフ) TVCM（2017年1月～ ）[4]

### 雑誌
- フリーペーパー「とりなび〜TORINAVI〜」コラム連載『山本リエの美的マニア』（2006年〜2008年）